# Куртинський район
Курти́нський район — колишній район у складі Алма-Атинської області Казахської РСР та Алматинської області Казахстану.

## Історія
Район був утворений 10 березня 1972 року із частин сусідніх районів:
- Акжарська, Куйганська, Жельтурангінська та Сарикомейська сільради Балхаського району
- Куртинська сільрада Ілійського району
- Желєзнодорожна сільрада Каскеленського району

1972 року була утворена Айдарлинська сільрада, 1981 року — Бозойська та Топарська сільради, 1986 року — Саритаукумська та селища Улькен. 1991 року Желєзнодорожна сільрада перейменована у Теміржольську. 1993 року в рамках адміністративної реформи сільради були перетворені в сільські округи. 1994 року був ліквідований Акжарський округ, однак 1995 року він був відновлений.
23 травня 1997 року район був ліквідований, територія розподілена між сусідніми районами:
- Акжарський, Желторангинський, Куйганський, Сарикомейський та Топарський округи до складу Балхаського району
- Айдарлинський, Бозойський, Саритаукумський, Теміржольський та селище Улькен до складу Жамбильського району
- Куртинський округ до складу Ілійського району